# Manuel Gadeo y Subiza
Manuel Gadeo y Subiza (Granada, 15 de octubre de 1805-1877) fue un político español.

## Biografía
Su padre, Francisco Sánchez Gadeo, había colaborado en la guerra de la Independencia a la causa española. Durante el Trienio Liberal, fue caballero veinticuatro del Concejo de Granada y recibió del Estado nueve fincas rústicas de los bienes de propios de las Siete Villas de los Pedroches en concepto de indemnización por los préstamos realizados durante la guerra contra los franceses. Manuel Gadeo, que heredó de su padre dichas fincas, sería uno de los más ricos terratenientes del norte de la provincia de Córdoba.
Estudió Derecho en la Universidad de Granada, llegando a obtener el título de doctor en Jurisprudencia. En su expediente de 1831 figuraba que «durante el ominoso sistema constitucional» había permanecido leal al rey y que no «consta hubiere pertenecido a la llamada Milicia Nacional, como tampoco á las Logias ó Sociedades secretas reprobadas por las leyes».
Fue nombrado alcalde de Granada por Isabel II, tomando posesión del cargo en cabildo el 1 de enero de 1846, ejerciéndolo hasta finales de 1847. Destacó por haber transformado la plaza del Triunfo de Granada, donde pocos años antes se realizaban ejecuciones públicas, en un pequeño parque con jardines y fuentes. Bajo sus auspicios se empedraron además los caminos en el entorno del Arco de Elvira, que Pascual Madoz llegó a decir que iba a ser «el paseo más ameno y delicioso de Granada». Posteriormente fue teniente alcalde del ayuntamiento de Córdoba.
En las elecciones generales de 1850 fue elegido diputado a Cortes por el distrito de Pozoblanco (Córdoba), cargo que revalidó en las elecciones del siguiente año.
Fue director del Instituto Provincial de Segunda Enseñanza de Córdoba entre 1860 y 1862 y vicepresidente de la sección de Industria de la Junta Provincial de Agricultura, Industria y Comercio (1861).

## Familia
En 1844 se casó con María del Amparo Subiza Rueda, con quien tuvo muchos hijos. Uno de ellos, llamado también Manuel Gadeo y Subiza (†1905), luchó en el norte durante la tercera guerra carlista y fue ayudante del general Antonio Lizárraga, recibiendo de Don Carlos el grado de teniente coronel. En 1897 presidió una de las primeras misas por los mártires de la Tradición, que se celebró en la granadina iglesia de San Antón. A principios del siglo XX ejerció como presidente de la Junta Provincial Tradicionalista de Granada y, según José María Villar Sánchez, redactor de La Verdad, se ganó el respeto y admiración de los carlistas granadinos, sobre los que ejerció un liderazgo efectivo.
Su hermano, José Gadeo y Subiza, obtuvo el título de barón de San Calixto.